# 개구장이 천재들
《개구장이 천재들》은 BBC1에서 1971년 1월 1일부터 4월 30일까지 방영한 영국의 어린이 텔레비전 시리즈이다.
- 버려진 고물 집적소의 런던 2층 버스를 아지트로 삼은 어린이 7명의 모험을 소재로 하였다.

- 미국에서는 1970년 9월 1일에 ABC에서 첫 방영을 했다.

## 출연진
아이들
- 마이클 오드러슨
- 질리언 베일리
- 브루스 클라크
- 피터 퍼스
- 브린즐리 포드
- 데비 러스
- 더글러스 시먼즈

게스트
- 멜빈 헤이스

## 대한민국 방영
- 대한민국에서는  KBS2 TV에서 1982년 9월부터 1983년 2월까지 방영되었으며, 성우들이 주제가를 직접 불러 화제가 되었다.[1] 1983년 2월의 도시와 농어촌 어린이들을 대상으로 한 조사에서는 미래소년 코난과 은하철도 999를 제치고 인기 프로그램에서 1위를 차지하기도 했다.[2] 이후 KBS2 TV에서 1982년 더빙판 중 일부가 1989년 2월부터 3월까지 재방영되었다.

## 한국판 성우진 (KBS)
- 윤인희
- 김난일
- 박은숙
- 이영주
- 김순원
- 김계원
- 김정희
- 장유진